# Gellius Maximus
Gellius Maximus (overleden 219) was een Romeins tegenkeizer tijdens de regering van Elagabalus.
Gellius Maximus was de zoon van een arts en senator. Hij diende als officier in het Legio IV Scythica in Syrië en maakte van de onrust tijdens de regeerperiode van Elagabalus gebruik om zichzelf tot keizer uit te roepen. De opstand werd al snel in de kiem gesmoord, en Gellius Maximus werd geëxecuteerd.